# Tobia (Ammon)
Tobia was gouverneur van de Ammonieten rond 445-430 v.Chr.
Over Tobia's afkomst is niets met zekerheid bekend. Sommigen menen dat hij afstamt van de familie van Tobia die een kleine 100 jaar eerder met Zerubbabel uit Babylonië waren teruggekeerd naar Juda. Door huwelijken en rijkdom zou de familie zich dan in de Ammonitische aristocratie een plaats verworven hebben. Het is echter ook mogelijk dat deze Tobia stamt uit een andere Joodse familie die op deze manier in de Ammonitische dynastie is binnengekomen. In elk geval blijkt uit zijn Hebreeuwse naam en die van zijn zoon dat Tobia een Joodse achtergrond heeft of in elk geval nauw met Judeeërs verbonden is.
In het boek Nehemia in de Hebreeuwse Bijbel wordt Tobia genoemd als gouverneur van Ammon en een van de tegenstanders van Nehemia. Volgens Nehemia 6:17-19 genoot Tobia in Juda veel aanzien en was hij getrouwd met een Judeese vrouw. Zijn zoon droeg een typisch Hebreeuwse naam: Jochanan (ofwel Johannes). Jochanan huwde zelf ook met een Judeese vrouw. De invloed van Tobia in Juda reikte zo ver dat hij een eigen vertrek in de Joodse tempel in Jeruzalem had (Nehemia 13:4). Nehemia zelf ziet Tobia als een politieke en godsdienstige bedreiging.
Gewoonlijk neemt men aan dat de latere familie van de Tobiaden van deze Tobia afstamt.